# Otmar Issing
Otmar Issing (Würzburg, 27 maart 1936) is een Duits econoom en bankier.
Hij was vanaf 1 januari 1998 tot 1 juni 2006 directeur van de Europese Centrale Bank (ECB). Zijn opvolger was Jürgen Stark.
- Bibliothèque nationale de France: cb12192983z (data)
- CiNii: DA02051975
- Gemeinsame Normdatei: 120840405
- International Standard Name Identifier: 0000 0001 0895 7964
- Library of Congress Control Number: n50029389
- Nationale Bibliotheek van Letland: 000194682
- Nationale Bibliotheek van Tsjechië: vse2005290797
- Nationale Bibliotheek van Israël: 987007279631705171
- Nationale Bibliotheek van Polen: a0000002878834
- Nederlandse Thesaurus van Auteursnamen: 067995950
- Système universitaire de documentation: 030533740
- Virtual International Authority File: 46806674
- WorldCat: E39PBJx8K347vg4rMK8Bcc7T73